# Клеев, Игорь Владимирович
Игорь Владимирович Клеев (род. 31 августа 1978, Москва) — российский хоккеист, нападающий.

## Биография
Воспитанник московского «Спартака», играл за вторую команду в сезонах 1995/96 — 1997/98. За первую команду провёл один матч в сезоне МХЛ 1995/96. Выступал в командах низших лиг МГУ (1998/99 — 1999/2000), «Десна» Брянск (1999/2000), «Ривьера» Москва (2000/01), «Корд» Щёкино (2000/01, 2002/03 — 2003/04), «Титан» Клин (2001/02).
Участник хоккейного турнира зимней Универсиады 1997.